# Stanisław Koczubynski
Stanisław Ołeksandrowycz Koczubynski (ukr. Станіслав Олександрович Кочубинський, ros. Станислав Александрович Кочубинский, Stanisław Aleksandrowicz Koczubinski; ur. 23 lutego 1954 w Kijowie) – ukraiński piłkarz, grający na pozycji obrońcy, trener piłkarski.

## Kariera piłkarska

### Kariera klubowa
Wychowanek Szkoły Piłkarskiej w Kijowie. W 1972 rozpoczął karierę piłkarską w Dynamie Kijów. Częściej był zmiennikiem niż piłkarzem podstawowej jedenastki. Sezon 1978 rozpoczął w klubie Kajrat Ałma-Ata. W końcu 1979 został zaproszony przez trenera Isztwana Sekecza do Karpat Lwów. 16 maja 1980 zadebiutował w spotkaniu z klubem Kubań Krasnodar. Po fuzji z klubem SKA Lwów od 1982 został piłkarzem SKA Karpaty Lwów. W 1984 ukończył karierę piłkarską.

## Kariera trenerska
Po zakończeniu kariery piłkarskiej rozpoczął pracę trenerską. Pracował w Związku Piłki Nożnej w Kijowie. Obecnie pracuje na stanowisku dyrektora DJuSSz-15 w Kijowie.

## Sukcesy i odznaczenia
- Nagrodzony tytułem Mistrz Sportu ZSRR w 1974.